# Зильбер, Аугуст
Аугуст Мартин Зильбер (с 1938 года — Силлапере; эст. August Martin Silber-Sillapere; 30 июля 1895, Кехтна, Эстляндская губерния — 13 апреля 1942, Свердловская область) — эстонский футболист, полузащитник, футбольный судья. Игрок сборной Эстонии.

## Биография
По примеру своего старшего брата Отто стал заниматься футболом в ревельском клубе «Метеор». В составе сборной Ревеля — участник второй Всероссийской спортивной олимпиады в Риге в 1914 году, команда заняла третье место из трёх участников. В 1918—1921 годах жил в России, где работал бухгалтером.
В 1921 году вернулся в Эстонию и стал одним из основателей «Таллинского футбольного клуба», вошёл в состав его правления, также был игроком команды. Серебряный призёр первого розыгрыша чемпионата Эстонии (1921). Позднее снова играл за «Метеор».
В 1922—1923 годах сыграл 4 матча за сборную Эстонии. Дебютный матч провёл 11 августа 1922 года против Финляндии (2:10).
Входил в состав правления футбольного союза Эстонии. Был одним из самых известных футбольных арбитров страны межвоенного периода. Судил ряд международных матчей, в том числе в отборочном турнире чемпионата мира 1934 года — матчи Финляндия-Польша, Литва-Египет, Латвия-Турция и др. Авторы брошюры «Футбольный рефери» (1932), знакомящей с правилами футбола. Входил в тренерский штаб сборной Эстонии во время зарубежных выездов.
Был членом Союза обороны («Кайтселийт»). Награждён золотым крестом Ордена Орлиного креста (1938).
В сентябре 1941 года был арестован органами НКВД и депортирован в Свердловскую область, где расстрелян в апреле 1942 года.

## Личная жизнь
Родители — Март Зильбер (1860—1932) и Лийсо (дев. Трейманн). Брат Отто (1893—1940) также был футболистом и играл за сборную Эстонии.
Женился в октябре 1924 года на Иде Куусберг. Детей в браке не было.